# Takaya Kagami
鏡 貴也
Œuvres principales
- Seraph of the End

Autres ouvrages :
- The Legend of the Legendary Heroes
- A Dark Rabbit Has Seven Lives
- Apocalypse Alice

Takaya Kagami (鏡 貴也, Kagami Takaya) est un mangaka scénariste et écrivain de light novel japonais né le 22 mai 1979. Il est connu pour être l'auteur de Seraph of the End.

## Œuvre
- 2002-2006: The Legend of the Legendary Heroes (伝説の勇者の伝説, Densetsu no yūsha no densetsu?)
- 2008-2013: A Dark Rabbit Has Seven Lives (いつか天魔の黒ウサギ, Itsuka tenma no kuro usagi?)
- 2012- : Seraph of the End (終わりのセラフ, Owari no Serafu?)
- 2013-2016 : Seraph of the End - Roman - Glenn Ichinose - La catastrophe de ses 16 ans (終わりのセラフ 一瀬グレン、16歳の破滅, Owari no Seraph - Ichinose Guren, 16-sai no Hametsu?)
- 2013- : Apocalypse Alice (黙示録アリス, Mokushiroku Arisu?)
- 2017- : Seraph of the End - Glenn Ichinose - La catastrophe de ses 16 ans (終わりのセラフ 一瀬グレン、16歳の破滅, Owari no Seraph - Ichinose Guren, 16-sai no Hametsu?) (adaptation en manga du light novel du même nom)